# توماس ماكلوين
توماس ماكلوين (بالإنجليزية: Thomas McElwain)‏. هو بروفيسور أمريكي في الفلسفة اللاهوت وعلم الأديان المقارن. وهو محاضر في جامعة توركو بفنلندا. اشتهر بتحوله من المسيحية إلى الإسلام.
يجيد توماس ماكلوين عدد من اللغات كالعبرية التراثية والعربية.
بعد أن دخل توماس ماكلوين الإسلام، غير اسمه إلى «علي حيدر»، وقد اختار المذهب الشيعي الإثني عشري. وقد نشر بحثاً يثبت فيه «ورود واحدة من الإشارات عن كفر عمر بن الخطاب في التوراة والإنجيل!».